# Tamonea euphrasiifolia
Tamonea euphrasiifolia là một loài thực vật có hoa trong họ Cỏ roi ngựa. Loài này được B.L.Rob. miêu tả khoa học đầu tiên năm 1909.